# Долиняни (Львівський район)
Долиня́ни — село в Україні, у Львівській області, Львівському районі. Населення становить 635 осіб. Орган місцевого самоврядування — Городоцька міська рада.
Історична дата утворення — 1443 рік. За даними Всеукраїнського перепису населення 2001 року, у селі мешкало 670 осіб.

## Пам'ятки культури та архітектури
В селі крім мурованої церкви є дерев'яна церква-каплиця Покрови Пресвятої Богородиці.
Збудована в 1875 році старанням о. Йосифа Яціва на місці давнішої, яка згадується в документах кінця XVIII ст. У 1876 році церква поблагословлена. Зачинену в 1959 році будівлю використовували на колгоспний склад. З 1989 року знову використовується для богослужінь. Церква в користуванні громади УГКЦ. Знаходиться у південній частині села, на підвищенні. Двозрубна, безверха. До прямокутної в плані нави зі сходу прилягає вужчий маленький вівтар з прибудованою до південної стіни ризницею, а від заходу — вужчий присінок. Стіни церкви шальовані вертикально дошками і лиштвами, внизу по периметру захищені дашком. Вівтар вкритий трисхилим дахом, нава, ризниця і присінок — двосхилими. Гребінь даху нави вінчає маківка на восьмибічній основі, маленькі маківки поставлені на гребенях дахів присінку і вівтаря. Біля церкви знаходиться дерев'яна дзвіниця.

## Історія

### Вовчухівська операція
В лютому 1919 року частини Української Галицької Армії під командуванням Карла Гофмана, прорвавши оборону противника і розвиваючи наступ, зайняли населені пункти Поріччя, Долиняни, Вовчухи, Милятин, Бар та Довгомостиська, чим значною мірою спричинилися до успішного завершення першого етапу Вовчухівської операції.

## Населення

### Мова
Розподіл населення за рідною мовою за даними перепису 2001 року:
| Мова            | Кількість | Відсоток |
| --------------- | --------- | -------- |
| українська      | 668       | 99.70%   |
| російська       | 1         | 0.15%    |
| інші/не вказали | 1         | 0.15%    |
| Усього          | 670       | 100%     |